# Liéhon
Liéhon là một xã trong vùng hành chính Lothringen, thuộc tỉnh Moselle, quận Metz-Campagne, tổng Verny. Tọa độ địa lý của xã là 49° 00' vĩ độ bắc, 06° 15' kinh độ đông. Liéhon nằm trên độ cao trung bình là 260 mét trên mực nước biển, có điểm thấp nhất là 214 mét và điểm cao nhất là 291 mét. Xã có diện tích 5,38 km², dân số vào thời điểm 2004 là 129 người; mật độ dân số là 24 người/km².

## Thông tin nhân khẩu
| 1962 | 1968 | 1975 | 1982 | 1990 | 1999 |
| ---- | ---- | ---- | ---- | ---- | ---- |
| 72   | 83   | 101  | 118  | 123  | 129  |